# Fatal Transactions
Mit der Kampagne Fatal Transactions wollen mehrere europäische Nichtregierungsorganisationen die Finanzierung afrikanischer Konflikte durch den internationalen Handel mit sogenannten Konfliktrohstoffen öffentlich machen und unterbinden.

## Entstehung
1999 brachte eine Studie der britischen Researcher-Organisation „global witness“ ins öffentliche Bewusstsein, wie der internationale Handel mit Rohstoffen afrikanische Konflikte finanziert. Die „global witness“-Studie zeigte auf, wie über den internationalen Diamantenhandel der damalige Bürgerkrieg in Angola finanziert wurde. 
Daraufhin gründeten die Nichtregierungsorganisationen, medico international in Deutschland, das Netherland Institute on Southern Africa (NIZA), das belgische IPIS-Institut und global witness im Herbst 1999 die Kampagne Fatal Transactions.
Während die Kampagne anfangs vor allem den Handel mit Diamanten im Blick hatte, arbeitet sie mittlerweile auch zu anderen Rohstoffen, wie Öl, Tropenholz und Coltan. Auch die Zusammensetzung der tragenden Organisationen hat sich geändert. Aktuell wird die Kampagne neben den Gründungsmitgliedern medico international, NIZA und IPIS, von der Netherlands Organization for International Development Cooperation (NOVIB), der spanischen NGO Intermón Oxfam, dem belgischen Noord-Zuidportaal, der Organisation Broederlijkdelen in Belgien, sowie dem Bonn International Center for Conversion (BICC) durchgeführt.

## Forderungen
Die Kampagne Fatal Transactions fordert den Rückzug transnationaler Konzerne aus dem Handel mit sogenannten Konfliktdiamanten und anderen für die Finanzierung von Konflikten genutzten Rohstoffen und will derart verwickelte Unternehmen für die Beseitigung der Kriegsschäden und die Entschädigung von Opfern zur Verantwortung ziehen. Dabei fordert die Kampagne, die Definition von Konfliktdiamanten, wie es sie im Kimberley-Prozess festgelegt wurde, zu erweitern. Im Kimberley-Abkommen werden Diamanten, mit denen Rebellengruppen ihren bewaffneten Kampf gegen reguläre Regierungen finanzieren, als Konfliktdiamanten bezeichnet. Fatal Transactions fordert zum einen, diese Definition auszuweiten auf Diamanten, die unter systematischen Menschenrechtsverletzungen abgebaut werden, da es zu solchen auch in befriedeten Gebieten kommen kann. Zum anderen sollen auch Diamanten, die von Regierungen gehandelt werden, die sich schwerer Menschenrechtsverstöße schuldig machen, in die Definition einbezogen werden.
Die Kampagne bezieht sich direkt auf die Allgemeine Erklärung der Menschenrechte und ruft Unternehmen zur Achtung dieser auf.

## Ergebnisse
Die Fatal Transactions Kampagne hat durch öffentliche Aktionen und Lobbyarbeit das Thema in die Öffentlichkeit gebracht. Damit hat sie vor allem in der Diamantenindustrie, die auf den symbolischen Wert der Steine als Zeichen ewiger Liebe angewiesen ist, schnell Unruhe ausgelöst. 
Vor allem auch auf Druck der Kampagne entstand der Kimberley-Prozess. Im Kimberley-Abkommen verpflichteten sich die Diamantenindustrie und die Diamanten importierenden wie exportierenden Länder, ab dem 1. Januar 2003 keine Konfliktdiamanten mehr zu handeln. Das Kimberley-Abkommen wird aber von den tragenden Organisationen der Fatal Transactions Kampagne selbst sehr kritisch gesehen. So wird es als „zahnloser Tiger“ bezeichnet, da es keinen effektiven Überwachungsmechanismus einschließt. Als weiteres Manko wird die Eingrenzung auf von Rebellen gehandelte Diamanten gesehen (s. o.). Schließlich bemängelt die Kampagne, dass das Kimberley-Abkommen nur Gegenwart und Zukunft betrifft und es versäumt, Konzerne für bereits entstandene Kriegsschäden in die Verantwortung zu nehmen. Positiv wird allerdings gesehen, dass das Kimberley-Abkommen die Transparenz von Regierungshandeln erhöht.